# Erdős–Szekeresov poučak
Erdős–Szekeresov poučak, matematički poučak. Nosi ime po mađarskim matematičarima Paulu Erdősu i Georgeu Szekeresu. 
Teorem glasi:
Svaki niz koji ima {\displaystyle ab+1} elemenata ima nerastući podniz duljine {\displaystyle a+1} ili nepadajući podniz duljine {\displaystyle b+1}.